# Tschurak
Ein Tschurak (serbokroatisch curaak, magyarisch csurak) ist eine historische warme Frauenjacke der Donauschwaben aus dunklem schwarzem Stoff, aus Samt oder Seide, mit Pelz gefüttert und um die Ränder mit Samt oder Pelz verbrämt. Geschlossen wird sie mit einem Haftverschluss, dem „Haftel“.

## Beschreibung, Geschichte
Das Substantiv Tschurak wurde wohl aus dem ungarischen Wort „csurak“ entlehnt, einer Art Pelzmantel, besonders für Frauen, was wiederum aus dem Serbokroatischen stammt, „čurak“, eine Pelzjacke. Die Machart des Jäckchens scheint türkischen Ursprungs. Zeigen zwei von Hans Gehl veröffentlichte Fotos ein eng anliegendes, hinten im Schoß glockiges, knapp hüftlanges Jäckchen, so heißt es in einer sprachanalytischen Arbeit ein „großes weites, warmes Oberhemd im Winter“. Wahrscheinlich durch die Übernahme des Lehnworts aus anderen Landesteilen bezeichnete es örtlich wohl auch, ähnlich den Ursprungssprachen, allgemein einen Frauenpelzmantel, zu der Zeit in der Regel ein pelzgefütterter Mantel, meist mit Pelzkragen und vielleicht Pelzmanschetten.
Im rumänischen Sanktanna ist der Tschurak in der Tracht des Vereins der „Marienmädchen“ weiß. Im ungarischen Tschatali (Csátalja) waren es ausnahmsweise die Männer, die den Tschurak trugen, eine schwarze, bis zu den Schenkeln reichende Winterjacke mit einem Pelzkragen und eventuell einer Pelzeinfassung.
Im serbischen Kernei (Kljajićevo) im Bezirk West-Batschka (Zapadna Bačka) war der Tschurak zuletzt ein Wintermantel, der bis vor dem Zweiten Weltkrieg nur noch von älteren Frauen getragen wurde, wenn sie in die Kirche gingen oder zu besonderen Anlässen. Die Tschuraks wurden vom Kürschner Jakob Reiß nur auf Bestellung in Maßanfertigung hergestellt. Der wasserabstoßende einfarbige Oberstoff war aus Seide. Man konnte ihn in den Farben dunkelkirschrot, sehr dunkelblau, dunkelgrün oder in schwarz bestellen. Gemustert gab es ihn nicht. Innen war er mit weißem Lammfell gefüttert, der Kragen, etwa 10 cm breit, war aus Fuchspelz, passend zum Oberstoff gefärbt. Ähnlich war auch vorne und unten der Saum, auch die Ärmel, mit einem schmalen Fuchspelzstreifen abgesetzt. Als Verschluss war oben am Hals ein Metallkettchen mit Haken. Nach unten hin, bis zur Mitte, waren noch weitere zwei bis drei Haken verdeckt angebracht, die auch „Haften“ genannt wurden. Die Ärmel waren in Kernei nur eine Art Attrappen. Sie waren eng und unten zugenäht, damit sie glatt herunterhingen, und wohl nur als Zierde gedacht. So wurde der Tschurak nur als Umhang getragen und er war 10 bis 15 cm kürzer als die Röcke und untenherum etwas weiter, damit er vorne gut schließt und sich um die Hüften nicht abzeichnet.

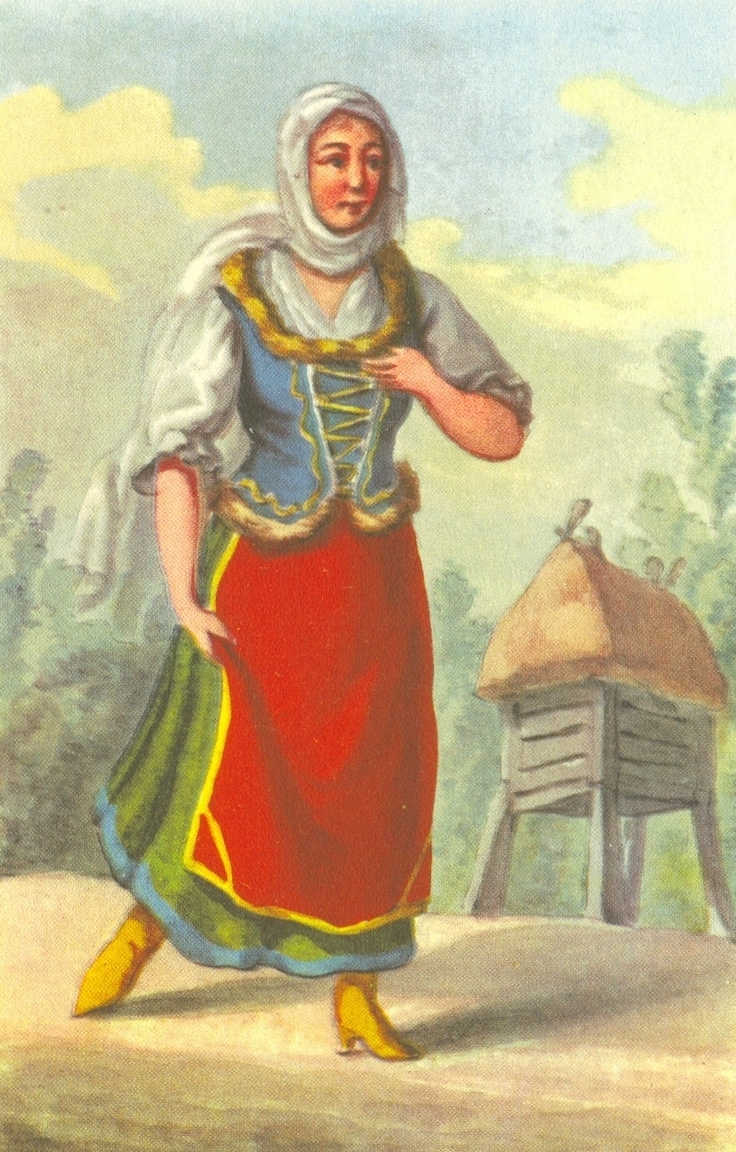
Dem Tschurak entsprechendes Jäckchen mit hellblauem Stoff (Szekler Bäuerin, 18. Jh.)

Im ungarischen Dorf Mözs (heute Stadtteil von Tolna) mit aus diversen Nationen stammenden Einwohnern wurde im Laufe der Zeit die dortige Kleidung, die ursprünglich deutschen Ursprungs war, durch lokale ungarische und slowakische Motive ergänzt und in eine neue, einheitliche Qualität umgewandelt. Noch in der ersten Hälfte des 20. Jahrhunderts trugen schwäbische, ungarische und slowakische Mözsön diese besondere Tracht. Eines der charakteristischsten Kleidungsstücke war ein Tschurak. Angeblich soll eine Familie aus Bihar ihn nach der Umsiedlung in ihrem neuen Zuhause gefunden haben. Im Jahr 1993 erhielt das Kleidungsstück ein Traditionsmarkenzeichen. Die Tanzgruppe des örtlichen Deutschen Volkskindergartens und der Chor des Deutschen Vereins in Mözs treten noch heute stets in Mözs-Kostümen auf. Es werden auch neue Kleidungsstücke aus neuen Materialien nach den Originalmustern hergestellt. Eine der letzten Meister des Mözs-Kostüms war 2023 Gyuláné Rühl.

## Zitate
- „Un die ålte Leit, die henn (haben) de Tschorak aaghat. Die Ärml hen ghäng (gehängt), un vore wår so e Griff, do henn sie von inne den noh zughob. Un ummetum (ringsherum) wår e Brohm (Verbrämung), un der Tschorak, des wor Lischterstoff (Lüster (Stoff))“

- „Di Schurak han die älteri Weiber im Winter getråå, de wår von schwarzem oder dunkelbraunem, dickem glanzichem Wollstoff un wår in de Taille eng un hat so wie e Scheßl ghat unne un wår um de Kråå (Kragen) rum Pelz, vorne runter schwarzer Pelz. Un innewendlich wår's mit Stoff, mit Lamblfell gfittert, der Schurak.“

- „Die åldi Weiwer henn de Tschorak ghat, un die junge Weiwer henn de gruwwliche (greuliche) Umhengtiechle ghat.“

- „Früher hunn (haben) die Neherinne for die Weiwer Reck, Scherze (Schürzen) un Schuracke geneht. In die zwanzicher Johre is de Schrak abkumm, un die Weiwer hunn ongfang, Blusne un Kutte (Kuttenkleider) oonzuziehe.“ (Hans Gehl)